# 2304 Slavia
2304 Slavia (1979 KB) là một tiểu hành tinh vành đai chính được phát hiện ngày 18 tháng 5 năm 1979 bởi A. Mrkos ở đài thiên văn Klet.